# Campionat del Món de Trial 2019
|  | Per al campionat del món en pista coberta d'aquell any, vegeu Campionat del Món de X-Trial 2019 |

La temporada de 2019 del Campionat del Món de trial fou la 45a edició d'aquest campionat, organitzat per la FIM. El calendari oficial constava de 8 proves puntuables, celebrades entre el 26 de maig i el 22 de setembre. La darrera prova de la temporada es disputà al País Valencià: el Gran Premi d'Espanya a La Nucia (La Marina Baixa).
Toni Bou va guanyar el tretzè dels seus 18 campionats mundials a l'aire lliure (a data de 2024). El subcampió fou un cop més Adam Raga i el tercer, Takahisa Fujinami. Jaime Busto fou  quart després d'haver canviat de Gas Gas a Vertigo. Aquell any, Toni Bou es va proclamar campió després de guanyar totes i cadascuna de les proves puntuables, una fita que no aconseguia ningú des que Sammy Miller va guanyar el 1968 totes cinc proves del primer Campionat d'Europa de trial.
Jeroni Fajardo, un habitual entre els primers classificats, va passar de la quarta posició final el 2018 a la tretzena el 2019. De fet, comptant els punts aconseguits al llarg de la temporada li corresponia el tercer lloc darrere de Raga, però se li van invalidar tots els resultats menys un (el darrer, un quart lloc a La Nucia) en compliment d'una sanció que li va imposar la FIM per haver donat positiu en un control de dopatge el setembre de 2018. Això va fer que Fajardo acabés el campionat en aquella inusual tretzena posició.

## Sistema de puntuació
Barem de puntuació a partir de 1984:
| Posició | 1  | 2  | 3  | 4  | 5  | 6  | 7 | 8 | 9 | 10 | 11 | 12 | 13 | 14 | 15 |
| Punts   | 20 | 17 | 15 | 13 | 11 | 10 | 9 | 8 | 7 | 6  | 5  | 4  | 3  | 2  | 1  |

## Calendari
| Ronda | Data           | Gran Premi    | Lloc             | Guanyador |
| ----- | -------------- | ------------- | ---------------- | --------- |
| 1     | 26 de maig     | Itàlia        | Pietramurata     | Toni Bou  |
| 2     | 8 de juny      | Japó          | Twin Ring Motegi | Toni Bou  |
| 3     | 9 de juny      | Japó          | Twin Ring Motegi | Toni Bou  |
| 4     | 23 de juny     | Països Baixos | Zelhem           | Toni Bou  |
| 5     | 30 de juny     | Bèlgica       | Comblain-au-Pont | Toni Bou  |
| 6     | 14 de juliol   | Portugal      | Gouveia          | Toni Bou  |
| 7     | 21 de juliol   | França        | Auron            | Toni Bou  |
| 8     | 22 de setembre | Espanya       | La Nucia         | Toni Bou  |

## Classificació final
| Posició | Pilot             | Motocicleta | Punts |
| ------- | ----------------- | ----------- | ----- |
| 1       | Toni Bou          | Montesa     | 160   |
| 2       | Adam Raga         | TRRS        | 134   |
| 3       | Takahisa Fujinami | Montesa     | 112   |
| 4       | Jaime Busto       | Vertigo     | 96    |
| 5       | Jorge Casales     | Vertigo     | 81    |
| 6       | James Dabill      | Beta        | 80    |
| 7       | Benoit Bincaz     | Beta        | 69    |
| 8       | Miquel Gelabert   | Sherco      | 66    |
| 9       | Franz Kadlec      | TRRS        | 64    |
| 10      | Jack Price        | Gas Gas     | 49    |
| 11      | Dan Peace         | Sherco      | 30    |
| 12      | Arnau Farré       | Jotagas     | 26    |
| 13      | Jeroni Fajardo    | Gas Gas     | 13    |
| 14      | Oriol Noguera     | Jotagas     | 12    |

## Galeria

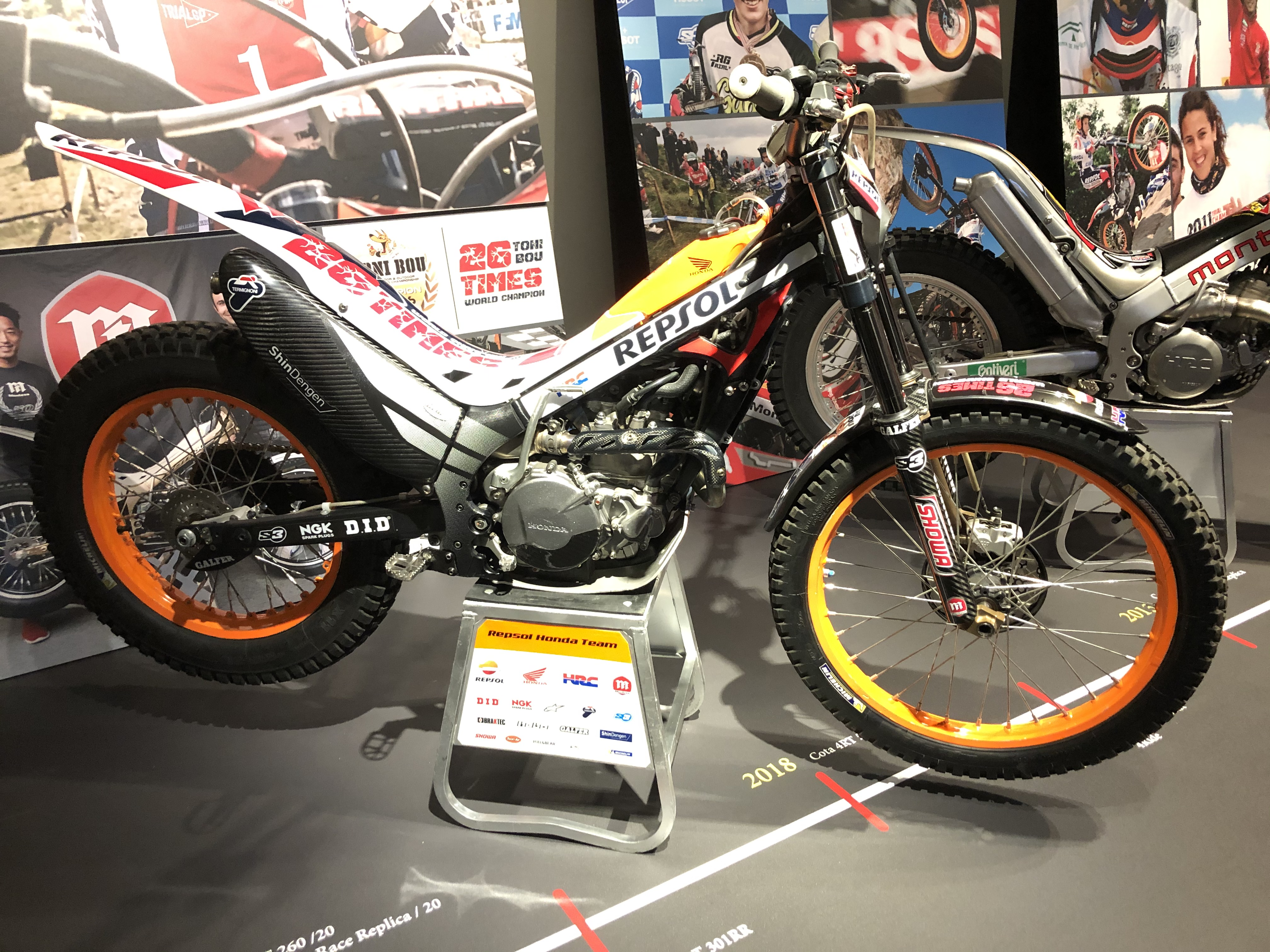
La Montesa Cota 4RT que pilotà Toni Bou el 2019
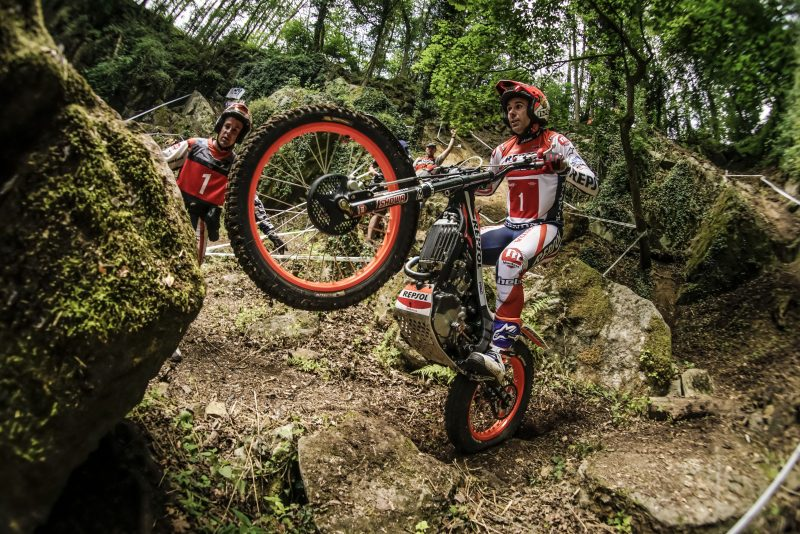
Toni Bou, campió
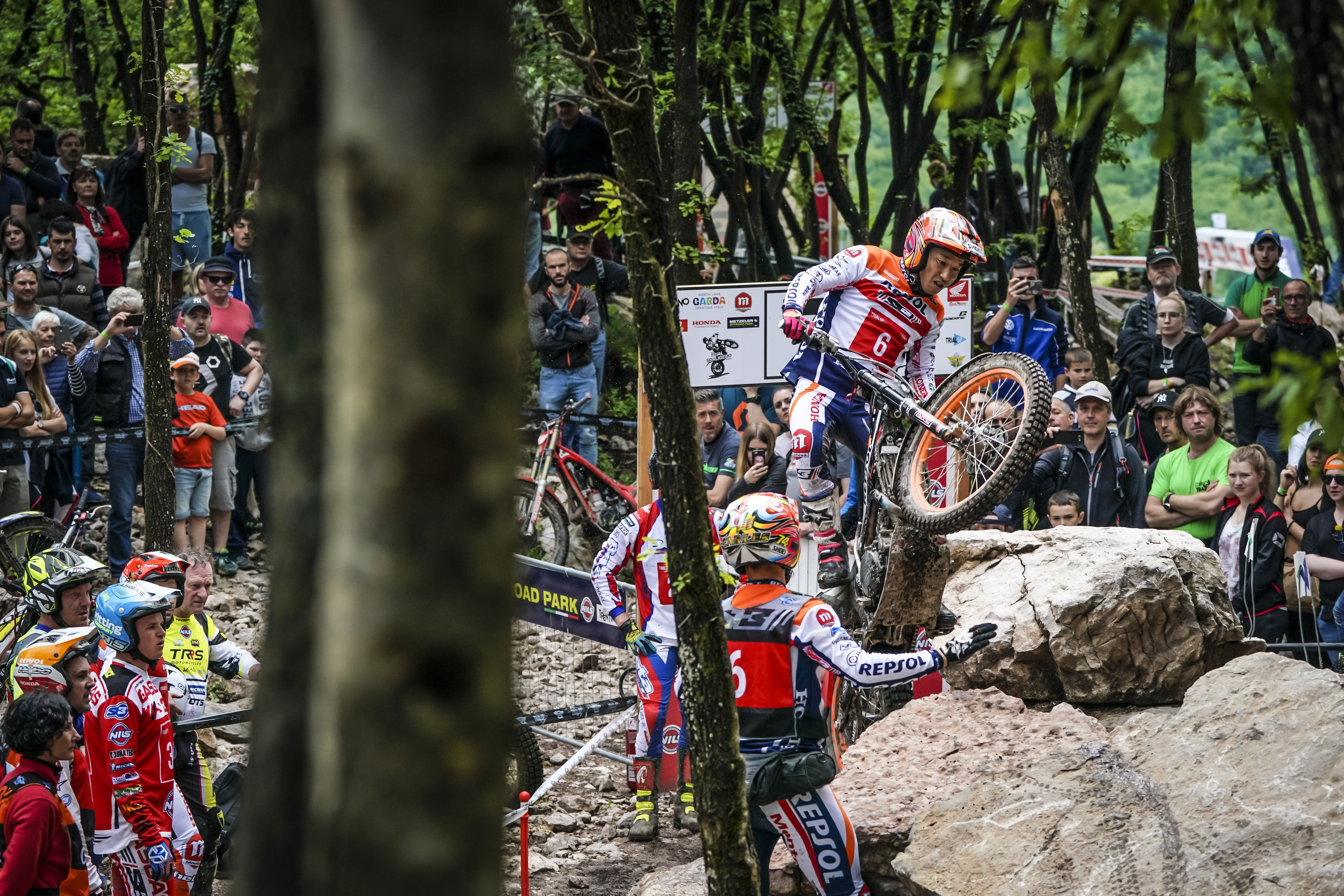
Takahisa Fujinami, tercer